# CSO Pepica la Pilona
Centre Social ocupat Pepica la Pilona va ser un Centre Social ocupat de la Ciutat de València, situat al número 43 del Carrer Pavía, al barri del Cabanyal-Canyamelar. L'edifici va ser ocupat durant vora 10 anys entre 1998 i 2006. Juntament amb el CSO Malas Pulgas, és un dels centres ocupa més importants de la història d'este moviment a València Ciutat.

## Història
L'ocupació portava el nom de Pepica la Pilona, una carismàtica dona del Barri del Cabanyal que, aparentment, estava boja i practicava la prostitució.
L'edifici ocupat es trobava als antics tallers de la Indústria Metal·lúrgica Valenciana, un edifici que en el moment de l'ocupació es trobava abandonat i sols era utilitzat per drogoaddictes per a injectar-se. L'edifici es trobava cremat, i als anys 40 era utilitzat pel seu propietari per a oferir suport logístic a l'Alemanya Nazi durant la Segona Guerra Mundial.
La Pilona es va ocupar el dia 27 de setembre de 1998, i va ser desallotjat el 13 d'agost de 2006, després que es detectara un incendi a l'edifici.